# Будичанська сільська рада
Будичанська сільська рада (до 1946 року — Сербинівська сільська рада) — колишня адміністративно-територіальна одиниця та орган місцевого самоврядування у Бердичівському, Дзержинському і Чуднівському районах Житомирської й Бердичівської округ, Вінницької і Житомирської областей УРСР та України з адміністративним центром у с. Будичани (раніше — Сербинівка).

## Населені пункти
Сільській раді підпорядковувались населені пункти:
- с. Будичани

## Населення
Кількість населення ради, станом на 1923 рік, становила 2 487 осіб, кількість дворів — 597.
Відповідно до результатів перепису населення 1989 року, кількість населення ради, станом на 1 грудня 1989 року, складала 1 240 осіб.
Станом на 5 грудня 2001 року, відповідно до перепису населення України, кількість мешканців сільської ради складала 964 особи.

## Склад ради
Рада складалась з 14 депутатів та голови.

### Керівний склад сільської ради
| ПІБ                      | Основні відомості                                                         | Дата обрання | Дата звільнення |
| ------------------------ | ------------------------------------------------------------------------- | ------------ | --------------- |
| Луцюк Леонід Миколайович | Сільський голова, 1962 року народження, освіта, безпартійний              | 26.03.2006   | 31.10.2010      |
| Луцюк Леонід Миколайович | Сільський голова, 1962 року народження, освіта вища, член Партії регіонів | 31.10.2010   |                 |

Примітка: таблиця складена за даними джерела

## Історія
Утворена 1923 року, з назвою Сербинівська, в складі сіл Сербинівка та Юридика Чуднівської волості Полонського повіту Волинської губернії. 7 червня 1946 року, відповідно до указу Президії Верховної ради УРСР «Про збереження історичних найменувань та уточнення і впорядкування існуючих назв сільрад і населених пунктів Житомирської області», сільську раду було перейменовано на Будичанську, її адміністративний центр — на с. Будичани. Станом на 1 вересня 1946 року с. Юридика не числиться на обліку населених пунктів.
Відповідно до інформації довідника «Українська РСР. Адміністративно-територіальний поділ», станом на 1 вересня 1946 року сільрада входила до складу Чуднівського району Житомирської області, на обліку в раді перебувало с. Будичани.
8 червня 1960 року до складу ради було включено села Стовпів та Дреники ліквідованої Стовпівської сільської ради, котрі, 26 червня 1992 року, були повернуті до складу відновленої Стовпівської сільської ради Чуднівського району Житомирської області.
Станом на 1 січня 1972 року сільська рада входила до складу Чуднівського району Житомирської області, на обліку в раді перебували села Будичани, Дреники та Стовпів.
Ліквідована 15 січня 2019 року через об'єднання до складу Чуднівської міської територіальної громади Чуднівського району Житомирської області.
Входила до складу Чуднівського (7.03.1923 р., 8.12.1966 р.), Бердичівського (30.12.1962 р.) та Дзержинського (4.01.1965 р.) районів.